# 云南鼠耳蝠
云南鼠耳蝠（学名：Myotis montivagus）为蝙蝠科鼠耳蝠属的动物。分布于印度， 老挝， 马来西亚， 缅甸，泰国和中国大陆云南等地。